# La Sentinelle (Fabritius)
La Sentinelle est une peinture de Carel Fabritius réalisée en 1654.
Il s'agit d'une peinture à l'huile sur toile de 68 × 58 cm. L'œuvre fait partie de la collection de la Staatliches Museum à Schwerin et a été restaurée en 2004.
La scène, à première vue banale, comporte quelques symboles de nature morale. Un chien, qui symbolise les vertus de fidélité et de vigilance, se tient devant une sentinelle endormie, comme un reproche de son attitude. Au-dessus de l'arche, on retrouve une image tronquée de saint Antoine, l'ermite qui préconisait la pauvreté et la chasteté et la résistance aux tentations, ce que ne fait pas la sentinelle qui échappe à son devoir et cède au sommeil.